# Lista de parlamentares do Amapá
Relacionamos a seguir a composição da bancada do Amapá no Congresso Nacional após o Estado Novo em 1945 conforme ditam os arquivos do Senado Federal, Câmara dos Deputados e do Tribunal Superior Eleitoral, com a ressalva que mandatos exercidos via suplência serão citados apenas mediante morte, impedimento ou renúncia dos titulares ou nas hipóteses previstas no Art. 56 – I da Constituição.
Pertencente ao Brasil como legado do Tratado de Tordesilhas e assim confirmado via União Ibérica, o Amapá foi doado a Bento Parente como Capitania da Costa do Cabo Norte em 14 de julho de 1637, anos após a passagem de Vicente Pinzón. Posteriormente uma disputa territorial com a Guiana Francesa foi decidida em favor do Brasil numa comissão de arbitragem em Genebra. Mantido como parte do Pará, dele foi separado no governo Getúlio Vargas via Constituição de 1937 e instalado em 1943, o Amapá ganhou representação política em 1947 na forma de um deputado federal adquirindo uma bancada maior ao longo dos anos. Transformado em estado pela Constituição de 1988, realizou sua primeira eleição em 1990.

## Organização das listas
Na confecção das tabelas a seguir foi observada a grafia do nome parlamentar adotado por cada um dos representantes do estado no Congresso Nacional, e quanto à ordem dos parlamentares foi observado o critério do número de mandatos e caso estes coincidam será observado o primeiro ano em que cada parlamentar foi eleito e, havendo nova coincidência, usa-se a ordem alfabética.

## Relação dos senadores eleitos
| Senador              | Naturalidade  | Mandatos | Ano da eleição   | Notas      | Referências   |
| -------------------- | ------------- | -------- | ---------------- | ---------- | ------------- |
| José Sarney          | Pinheiro, MA  | 03       | 1990, 1998, 2006 | [ nota 2 ] | [ 8 ]         |
| João Capiberibe      | Afuá, PA      | 02       | 2002, 2010       | [ nota 3 ] |               |
| Randolfe Rodrigues   | Garanhuns, PE | 02       | 2010, 2018       |            | [ 9 ]         |
| Davi Alcolumbre      | Macapá, AP    | 02       | 2014, 2022       |            | [ 10 ] [ 11 ] |
| Henrique Almeida     | Curitiba, PR  | 01       | 1990             | [ nota 2 ] | [ 12 ]        |
| Jonas Borges         | Vera Cruz, RN | 01       | 1990             | [ nota 2 ] |               |
| Gilvam Borges        | Brasília, DF  | 01       | 1994             | [ nota 3 ] |               |
| Sebastião Bala Rocha | Gurupá, PA    | 01       | 1994             |            | [ 13 ]        |
| Papaléo Paes         | Belém, PA     | 01       | 2002             |            | [ 14 ]        |
| Lucas Barreto        | Macapá, AP    | 01       | 2018             |            | [ 9 ]         |
| Fontes:              |               |          |                  |            |               |

## Relação dos deputados federais eleitos
| Deputado federal     | Naturalidade              | Mandatos | Ano da eleição               | Notas                 | Referências                 |
| -------------------- | ------------------------- | -------- | ---------------------------- | --------------------- | --------------------------- |
| Fátima Pelaes        | Macapá, AP                | 05       | 1990, 1994, 1998, 2006, 2010 |                       |                             |
| Antônio Pontes       | Amapá, AP                 | 04       | 1970, 1974, 1978, 1982       |                       |                             |
| Janete Capiberibe    | Amapá, AP                 | 04       | 2002, 2006, 2010, 2014       | [ nota 4 ]            | [ 15 ]                      |
| Vinícius Gurgel      | Macapá, AP                | 04       | 2010, 2014, 2018, 2022       |                       |                             |
| Coaracy Nunes        | Alenquer, PA              | 03       | 1947, 1950, 1954             | [ nota 5 ] [ nota 6 ] | [ 16 ] [ 17 ]               |
| Eraldo Trindade      | Amapá, AP                 | 03       | 1986, 1990, 1994             |                       |                             |
| Sérgio Barcelos      | Rio de Janeiro, RJ        | 03       | 1990, 1994, 1998             |                       | [ 18 ]                      |
| Evandro Milhomen     | Santana, AP               | 03       | 1998, 2006, 2010             |                       |                             |
| Davi Alcolumbre      | Macapá, AP                | 03       | 2002, 2006, 2010             |                       | [ 10 ] [ 11 ]               |
| Amílcar Pereira      | Bragança, PA              | 02       | 1958, 1958                   | [ nota 7 ]            | [ 19 ]                      |
| Janary Nunes         | Alenquer, PA              | 02       | 1962, 1966                   |                       |                             |
| Paulo Guerra         | Macapá, AP                | 02       | 1978, 1982                   |                       |                             |
| Geovani Borges       | Mazagão, AP               | 02       | 1982, 1986                   |                       |                             |
| Raquel Capiberibe    | Afuá, PA                  | 02       | 1986, 1994                   | [ nota 8 ]            |                             |
| Murilo Pinheiro      | São Luís, MA              | 02       | 1990, 1994                   |                       |                             |
| Valdenor Guedes      | Macapá, AP                | 02       | 1990, 1994                   |                       |                             |
| Antônio Feijão       | Sobral, CE                | 02       | 1994, 1998                   |                       | [ 20 ]                      |
| Gervásio Oliveira    | Pracuuba, AP              | 02       | 1994, 2002                   |                       |                             |
| Benedito Dias        | Chaves, PA                | 02       | 1998, 2002                   |                       |                             |
| Eduardo Seabra       | Belém, PA                 | 02       | 1998, 2002                   |                       |                             |
| Jurandil Juarez      | Afuá, PA                  | 02       | 1998, 2006                   |                       |                             |
| Dalva Figueiredo     | Oiapoque, AP              | 02       | 2006, 2010                   |                       |                             |
| Sebastião Bala Rocha | Gurupá, PA                | 02       | 2006, 2010                   |                       |                             |
| Luiz Carlos          | Amapá, AP                 | 02       | 2010, 2018                   |                       |                             |
| André Abdon          | Macapá, AP                | 02       | 2014, 2018                   |                       | [ 21 ]                      |
| Marcivânia Flexa     | Santana, AP               | 02       | 2014, 2018                   |                       | [ 21 ]                      |
| Acácio Favacho       | Macapá, AP                | 02       | 2018, 2022                   |                       |                             |
| Clark Platon         | Santarém, PA              | 01       | 1982                         |                       | [ 22 ]                      |
| Aníbal Barcelos      | Campos dos Goytacazes, RJ | 01       | 1986                         | [ nota 9 ]            |                             |
| Aroldo Góes          | Almeirim, PA              | 01       | 1990                         |                       |                             |
| Gilvam Borges        | Brasília, DF              | 01       | 1990                         |                       |                             |
| Lourival Freitas     | Macapá, AP                | 01       | 1990                         |                       |                             |
| Badu Picanço         | Belém, PA                 | 01       | 1998                         |                       | [ 23 ]                      |
| Antônio Nogueira     | Macapá, AP                | 01       | 2002                         | [ nota 10 ]           |                             |
| Coronel Alves        | Belém, PA                 | 01       | 2002                         |                       |                             |
| Hélio Esteves        | Macapá, AP                | 01       | 2002                         |                       |                             |
| Lucenira Pimentel    | Belém, PA                 | 01       | 2006                         |                       |                             |
| Cabuçu Borges        | Porto Velho, RO           | 01       | 2014                         |                       |                             |
| Jozi Araújo          | Itaituba, PA              | 01       | 2014                         |                       |                             |
| Marcos Reátegui      | Macapá, AP                | 01       | 2014                         |                       |                             |
| Roberto Góes         | Porto Grande, AP          | 01       | 2014                         |                       |                             |
| Aline Gurgel         | Macapá, AP                | 01       | 2018                         |                       | [ 21 ]                      |
| Camilo Capiberibe    | Santiago, CHI             | 01       | 2018                         |                       |                             |
| Leda Sadala          | Almeirim, PA              | 01       | 2018                         |                       |                             |
| Dorinaldo Malafaia   | Macapá, AP                | 01       | 2022                         |                       |                             |
| Augusto Pupio        | Belém, PA                 | 01       | 2022                         | [ nota 11 ]           | [ 24 ] [ 25 ] [ 26 ] [ 27 ] |
| Josenildo Abrantes   | Macapá, AP                | 01       | 2022                         |                       |                             |
| Professora Goreth    | Macapá, AP                | 01       | 2022                         | [ nota 11 ]           | [ 24 ] [ 25 ] [ 26 ] [ 27 ] |
| Sílvia Waiãpi        | Macapá, AP                | 01       | 2022                         | [ nota 11 ]           | [ 24 ] [ 25 ] [ 26 ] [ 27 ] |
| Sonize Barbosa       | Macapá, AP                | 01       | 2022                         | [ nota 11 ]           | [ 24 ] [ 25 ] [ 26 ] [ 27 ] |
| Fontes:              |                           |          |                              |                       |                             |

## Mandatos nas duas casas
Foram eleitos para mandatos alternados de senador e deputado federal pelo Amapá os seguintes nomes: Davi Alcolumbre, Gilvam Borges e Sebastião Bala Rocha, enquanto José Sarney exerceu tais postos pelo Maranhão e elegeu-se senador pelo Amapá. 

## Origem dos parlamentares do estado
| Origem  | Senadores | Percentual |
| ------- | --------- | ---------- |
| PA      | 03        | 30%        |
| AP      | 02        | 20%        |
| DF      | 01        | 10%        |
| MA      | 01        | 10%        |
| PR      | 01        | 10%        |
| PE      | 01        | 10%        |
| RN      | 01        | 10%        |
| Total   | 10        | 100%       |
| Fontes: |           |            |

| Origem  | Deputados | Percentual |
| ------- | --------- | ---------- |
| AP      | 27        | 54%        |
| PA      | 16        | 32%        |
| RJ      | 02        | 4%         |
| CE      | 01        | 2%         |
| DF      | 01        | 2%         |
| MA      | 01        | 2%         |
| RO      | 01        | 2%         |
| Chile   | 01        | 2%         |
| Total   | 50        | 100%       |
| Fontes: |           |            |